# Caribbean Cup 2017
De Caribbean Cup 2017 was de 19de editie van het internationale voetbaltoernooi voor de leden van de Caraïbische Voetbalunie (CFU). Het toernooi werd van 22 tot en met 25 juni 2017 gehouden in Martinique, en werd besloten op 26 januari 2017. Aan dit toernooi deden vier landen mee, nadat vijfentwintig elftallen deelnamen aan het kwalificatietoernooi. Alle landen die deelnamen aan dit hoofdtoernooi kwalificeerden zich eveneens voor de CONCACAF Gold Cup 2017.

## Gekwalificeerde landen
| Ploeg        | Kwalificatie    | Aantal deelnames | Beste prestatie                              | FIFA-wereldranglijst |
| ------------ | --------------- | ---------------- | -------------------------------------------- | -------------------- |
| Jamaica      | Winnaar groep 1 | 16e              | Winnaar (1991, 1998, 2005, 2008, 2010, 2014) | 70                   |
| Frans-Guyana | Winnaar groep 2 | 4e               | Vijfde plaats (2014)                         | n.v.t.²              |
| Curaçao      | Winnaar groep 3 | 4e¹              | Vierde plaats (1989)                         | 79                   |
| Martinique   | Winnaar groep 4 | 13e              | Winnaar (1993)                               | n.v.t.²              |

1. Dit is inclusief de deelnames van de voormalige Nederlandse Antillen.
2. Martinique en Frans-Guyana zijn geen lid van de FIFA en staan daarom niet op de FIFA-wereldranglijst.

## Knock-outfase
|  | Halve finale             | Halve finale             |   |                          | Finale                   | Finale |
|  |                          |                          |   |                          |                          |        |
|  | 22 juni – Fort-de-France |                          |   |                          |                          |        |
|  | Jamaica                  | 1 (4)                    |   |                          |                          |        |
|  | Frans-Guyana             | 1 (2)                    |   |                          |                          |        |
|  |                          |                          |   |                          |                          |        |
|  |                          |                          |   |                          | 25 juni – Fort-de-France |        |
|  |                          |                          |   |                          | Jamaica                  | 1      |
|  |                          | Curaçao                  | 2 |                          |                          |        |
|  |                          |                          |   |                          |                          |        |
|  |                          |                          |   |                          | Derde plaats             |        |
|  | 22 juni – Fort-de-France | 22 juni – Fort-de-France |   | 25 juni – Fort-de-France | 25 juni – Fort-de-France |        |
|  | Curaçao                  | 2                        |   | Frans-Guyana             | 1                        |        |
|  | Martinique               | 1                        |   |                          | Martinique               | 0      |

### Halve finale
|                            |                                     |              |                              |                                                                     |
| 22 juni 2017 18:00 (UTC−4) | Jamaica                             | 1 – 1 (n.v.) | Frans-Guyana                 | Stade Pierre-Aliker, Fort-de-France Scheidsrechter: Wilson Da Costa |
| 22 juni 2017 18:00 (UTC−4) | Johnson 70'                         |              | 21' Baal                     | Stade Pierre-Aliker, Fort-de-France Scheidsrechter: Wilson Da Costa |
| 22 juni 2017 18:00 (UTC−4) | Strafschoppen                       |              |                              | Stade Pierre-Aliker, Fort-de-France Scheidsrechter: Wilson Da Costa |
| 22 juni 2017 18:00 (UTC−4) | Binns Gordon Nicholson Fisher Burke | 4 – 2        | Evens Issorat Legrand Fabien | Stade Pierre-Aliker, Fort-de-France Scheidsrechter: Wilson Da Costa |

|                            |                               |       |            |                                                                      |
| 22 juni 2017 20:30 (UTC−4) | Curaçao                       | 2 – 1 | Martinique | Stade Pierre-Aliker, Fort-de-France Scheidsrechter: Ricangel de Leça |
| 22 juni 2017 20:30 (UTC−4) | Nepomuceno 57' (p.) Janga 76' |       | 17' Arquin | Stade Pierre-Aliker, Fort-de-France Scheidsrechter: Ricangel de Leça |

### Troostfinale
|                            |              |       |            |                                                                   |
| 25 juni 2017 17:00 (UTC−4) | Frans-Guyana | 1 – 0 | Martinique | Stade Pierre-Aliker, Fort-de-France Scheidsrechter: Sherwin Moore |
| 25 juni 2017 17:00 (UTC−4) | Privat 75'   |       |            | Stade Pierre-Aliker, Fort-de-France Scheidsrechter: Sherwin Moore |

### Finale
|                            |              |           |               |                                                                       |
| 25 juni 2017 19:30 (UTC−4) | Jamaica      | 1 – 2     | Curaçao       | Stade Pierre-Aliker, Fort-de-France Scheidsrechter: Michele Rodríguez |
| 25 juni 2017 19:30 (UTC−4) | Harriott 82' | (details) | 10', 83' Hooi | Stade Pierre-Aliker, Fort-de-France Scheidsrechter: Michele Rodríguez |

| Kampioen Caribbean Cup 2017 |
| --------------------------- |
|                             |
| Curaçao Eerste titel        |

## Doelpuntenmakers
2 doelpunten
- Elson Hooi

1 doelpunt
- Rangelo Janga
- Gevaro Nepomuceno
- Loïc Baal
- Sloan Privat

- Rosario Harriott
- Jermaine Johnson
- Yoann Arquin